# 霧島六社権現
霧島六社権現（きりしまろくしゃごんげん）は、宮崎県と鹿児島県の県境にある霧島山の周辺にある以下の6つの神社の総称である。霧島六所権現（きりしまろくしょごんげん）ともいう。
- 霧島岑神社（霧島山中央六所権現。別当・瀬多尾寺） - 宮崎県小林市鎮座。旧県社。
- 夷守神社（夷守六所権現。別当・宝光院） - 宮崎県小林市鎮座。明治時代に霧島岑神社に合祀。
- 狭野神社（狭野大権現。別当・神徳院） - 宮崎県西諸県郡高原町鎮座。旧県社。大正4年（1915年）に官幣大社宮崎神宮の別宮に指定。第二次大戦後に再び独立の神社となり、昭和51年（1976年）に神社本庁の別表神社に列格した。
- 東霧島神社（東霧島権現。別当・勅詔院） - 宮崎県都城市高崎町東霧島鎮座。旧県社。
- 霧島東神社（霧島東御在所権現。別当・錫杖院） - 宮崎県西諸県郡高原町鎮座。旧郷社。
- 霧島神宮（西御在所霧島権現。別当・華林寺） - 鹿児島県霧島市鎮座。旧官幣大社。

霧島六社権現は、村上天皇の時代に、霧島山などで修験道の修業を行った性空によって整備されたものである。現在は、日本神話に記される日向三代の神々が祀られているが、元々は霧島山そのものを信仰の対象とする山岳信仰であり、霧島山を道場とする修験者の拠点であった。
なお上記の他に宮崎県えびの市の白鳥神社を数える説もあり、『三国名勝図会』には都城（現宮崎県都城市）の華舞六所権現（都城市山田町山田）と安原霧島大権現（中霧島権現）（都城市山田町中霧島）も霧島六社権現であると記されているので、その時々に有力であった霧島山山麓の神社6社を選んで総称したものとも思われる。

## ギャラリー
（三国名勝図会より）

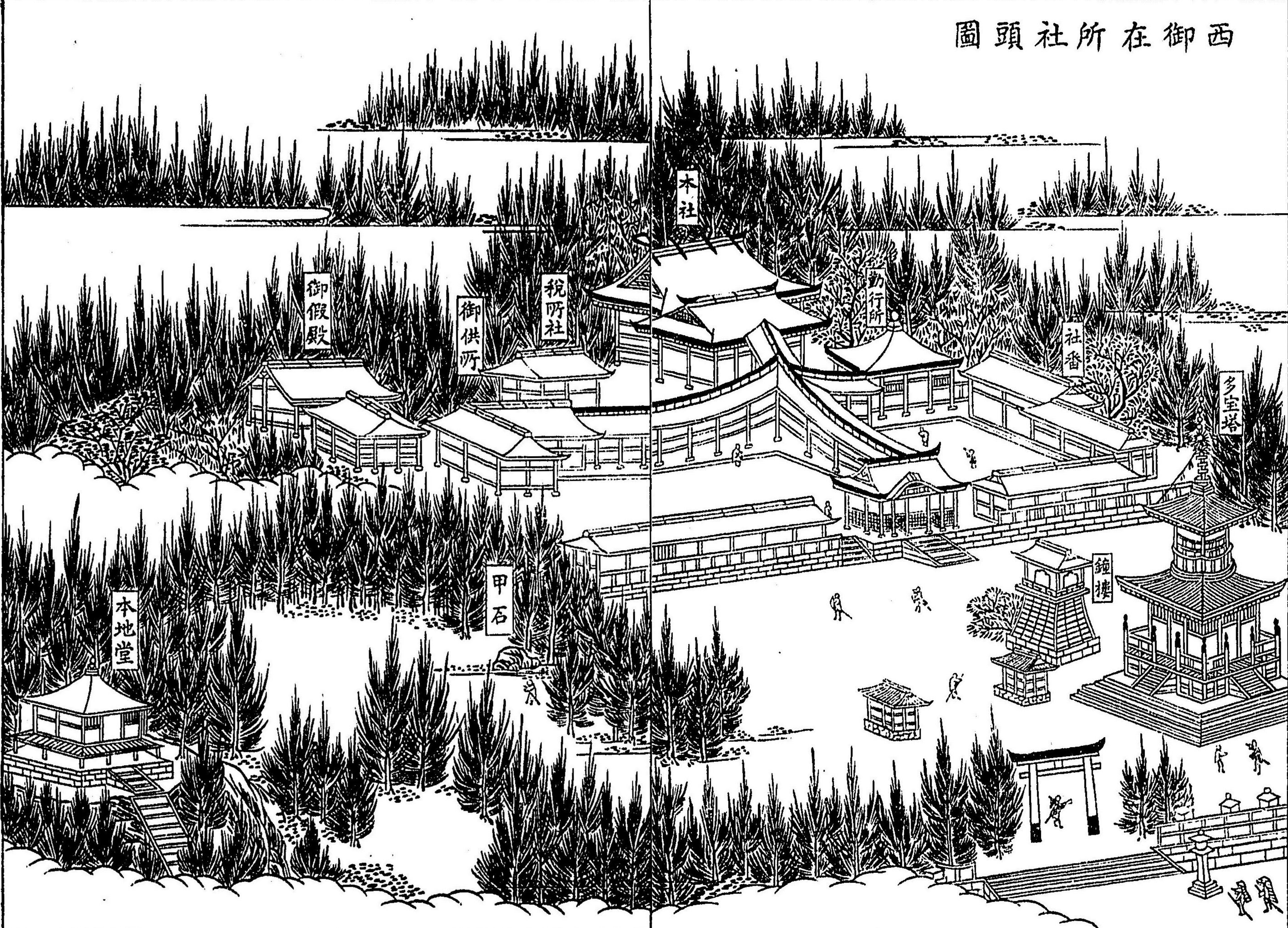
西御在所霧島権現社
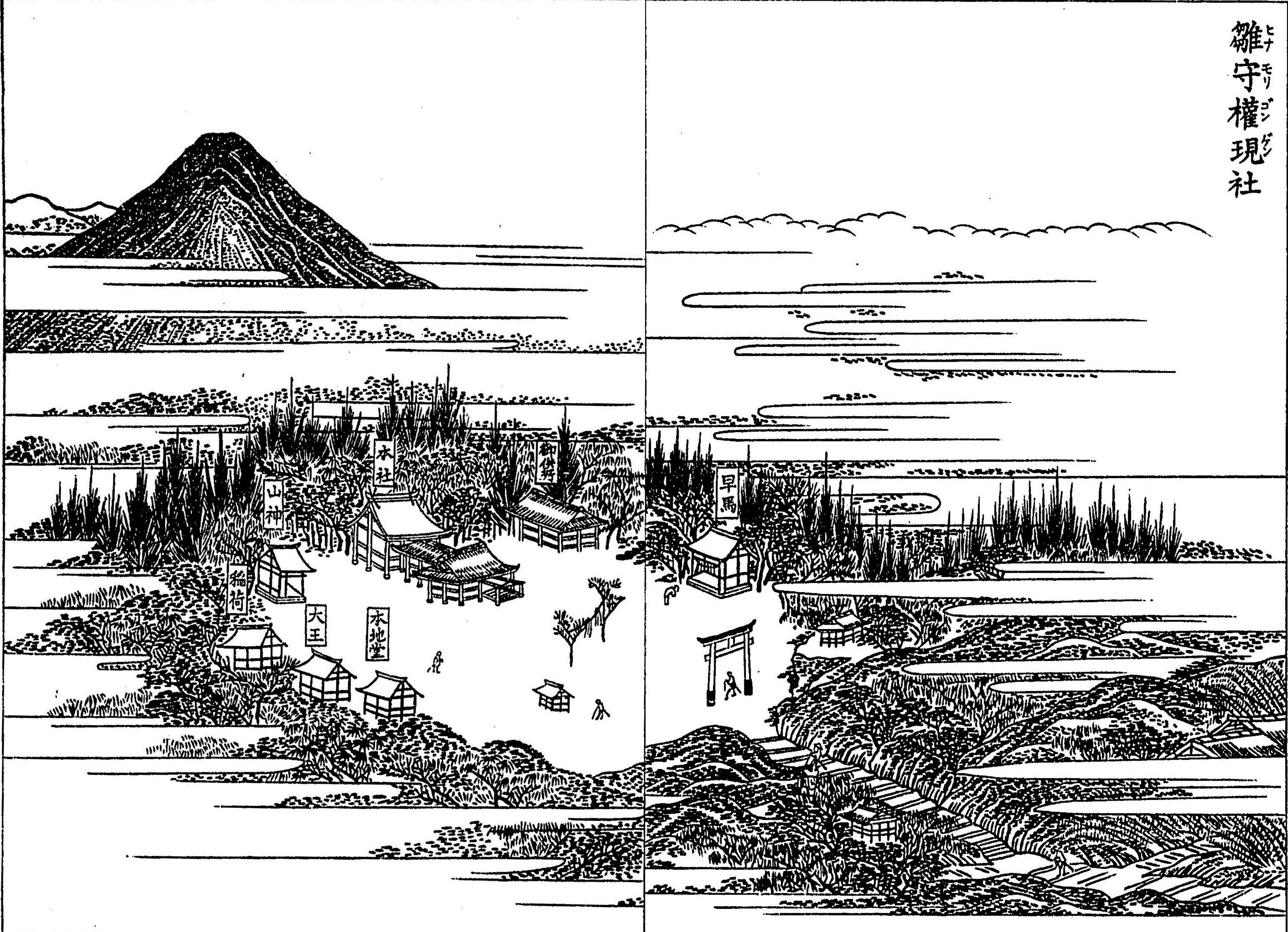
雛守権現社
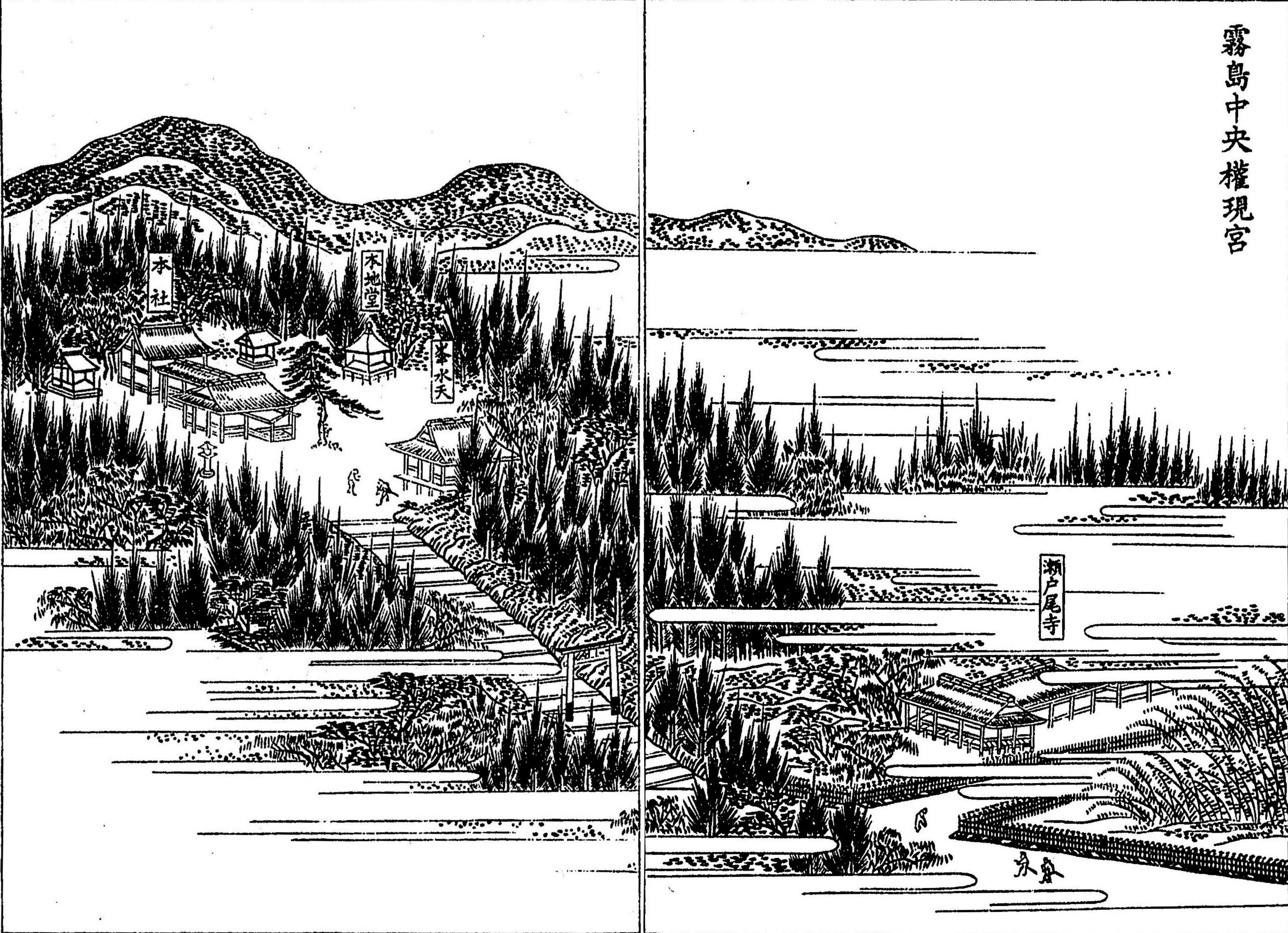
霧島中央権現宮

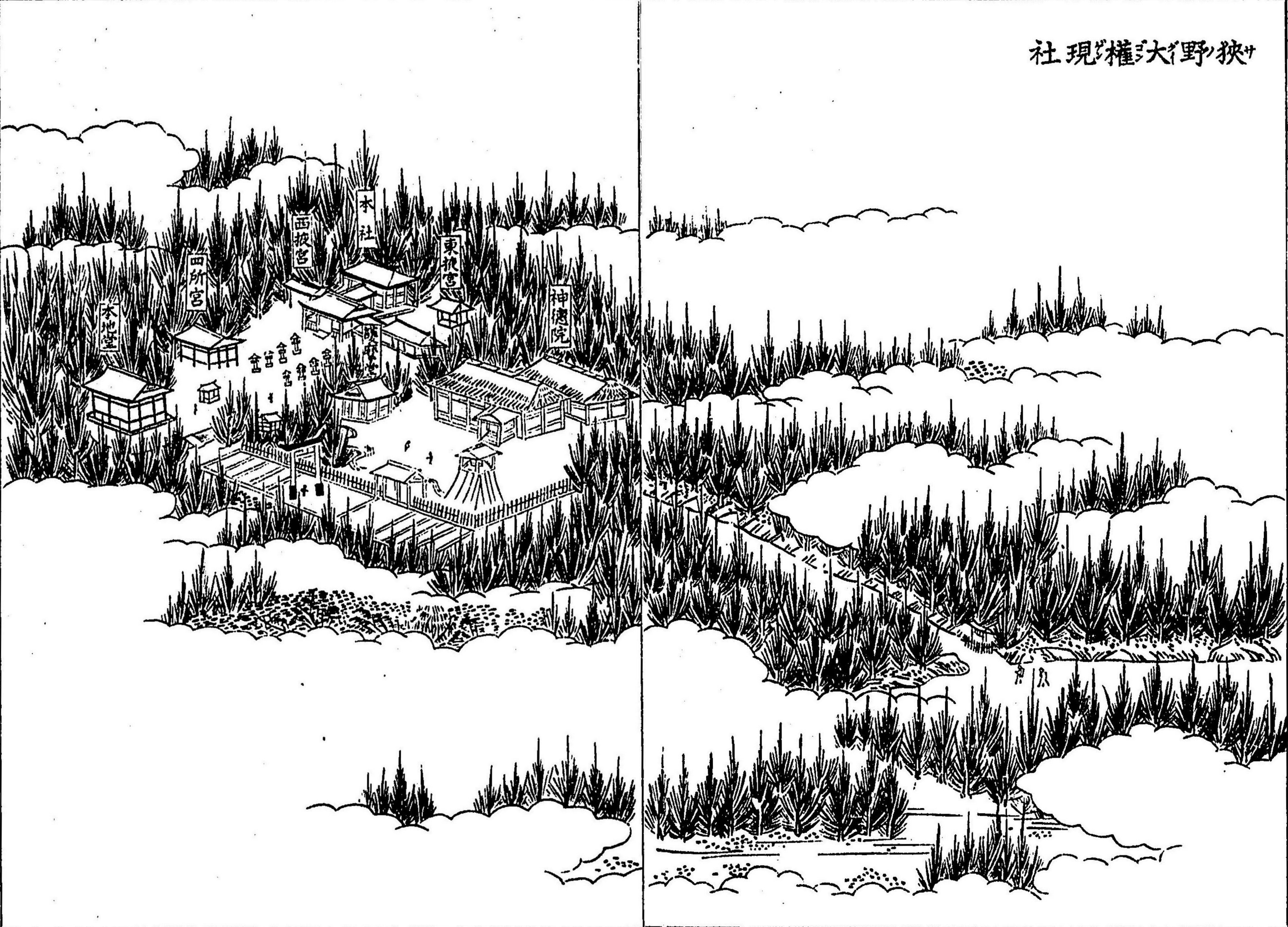
狭野大権現社
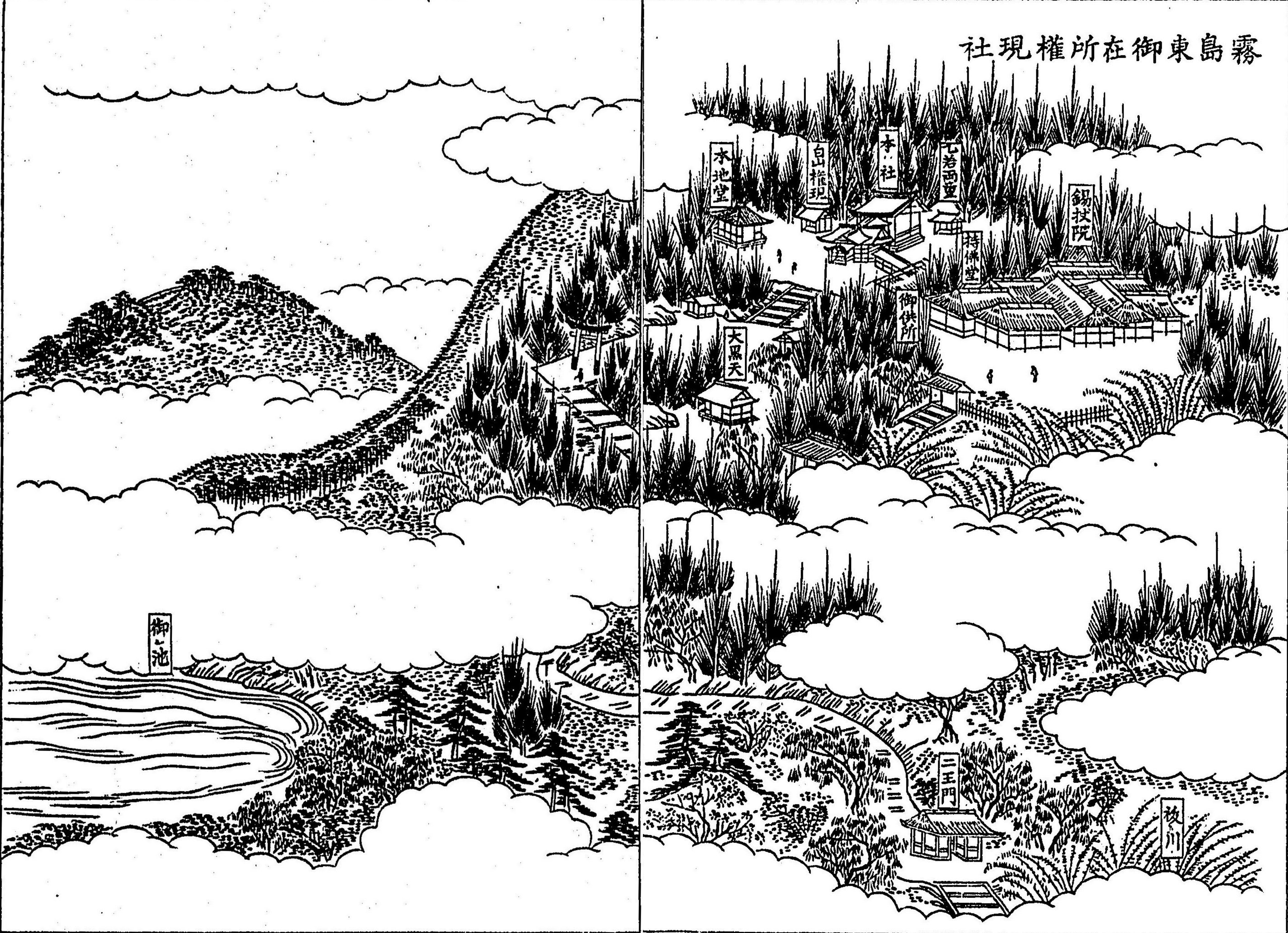
霧島東御在所権現社
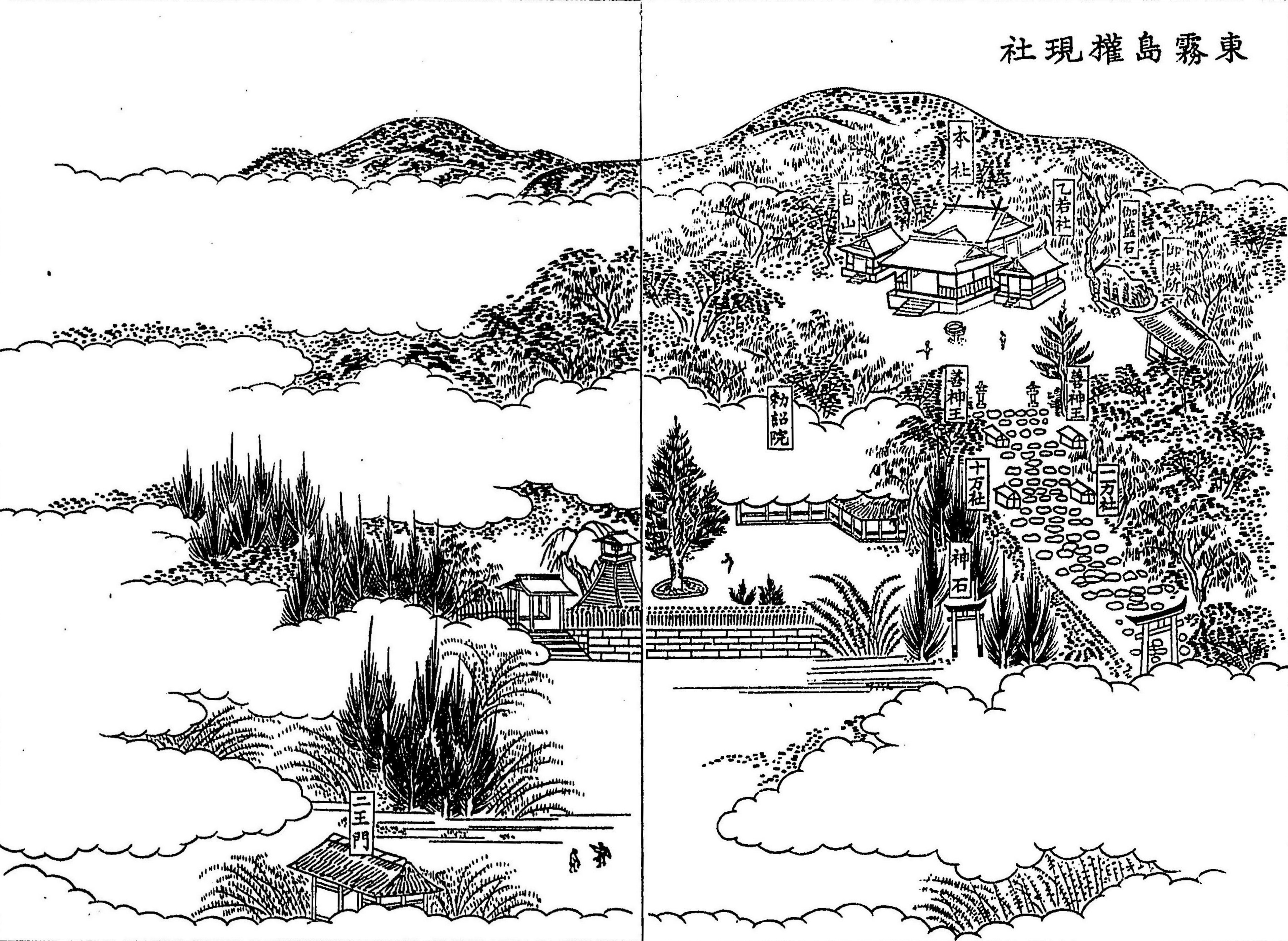
東霧島権現社